# Голяткино (Нижегородская область)
Голя́ткино — село в Ардатовском районе Нижегородской области Россия. Входит в состав Личадеевского сельсовета.

## Этимология
Существуют несколько версий происхождения названия села. Согласно первой, оно происходит от чрезвычайной бедности местного населения (в нём жила голь). По второй версии, название дало место положение села на голом (безлесом) месте. По третьей версии, топоним происходит от балтийского племени голяди, проживавшего в этой местности на стыке I и II тысячелетий нашей эры.

## История
Первое документальное упоминание о с. Голяткине относится к началу XVII в. Согласно писцовым книгам 1621—1623 годов, деревня Новый Усад (второе название Голяткино) относилось к Подлесному стану Арзамасского уезда. Деревня эта была в поместье за Остафием Соловцовым, затем — за боярином князем Иваном Борисовичем Черкасским. Потом 45 четей голяткинской земли и все жители были «описаны на Государя». В д. Новый Усад в то время числилось всего 9 дворов и столько жителей: Костька и Омелка Савёловы, Лучка Богданов, Ивашка Фомин, Давыдка Левонтьев, Федька Кириллов, Ивашка Олексеев, Неверко и Мишка Михайловы. Судя по такому числу жителей и составу населения, деревня была основана не ранее начала XVII века .
Спустя 250 лет, в середине XIX века, деревня входила в состав второго стана Ардатовского уезда Нижегородской губернии. Она была расположена в 17 верстах северо-восточнее г. Ардатова, на торговом тракте, соединявшем Муром с г. Арзамасом. В то время Голяткино числилось деревней — здесь не было своей церкви. Накануне крестьянских реформ жители деревни были крепостными помещиков Новикова и Киреева. В 1859 году Голяткино состояло из 103 дворов; численность населения была следующей: 357 душ мужского населения и 372 — женского.
Основным занятием жителей считалось земледелие. Деревня Голяткино была одним из тех немногих населённых пунктов Ардатовского уезда, в которых крестьянам полностью хватало своего собственного хлеба от урожая до урожая. В деревне преобладали суглинистые земли с примесью чернозёма. Такую землю называли «леговатой». Средняя урожайность зерновых составляла сам-четыре — сам-пят. В озимом поле сеяли рожь, в яровом — овес, на усадьбе преобладали конопляники.
После крестьянских реформ 1861 года деревня была включена состав Мечасовской волости, в самой деревне образовалось два крестьянских общества. В первой голяткинской общине земельные угодья распределились так: 378 десятин 2001 сажень пахотной земли, 9 десятин 1231 сажень усадебной земли, 15 десятин луговой земли, 6 десятин выгона и 17 десятин дровяного леса. Второй общине принадлежало 249 десятин 725 саженей пашни, 9 десятин 2140тсаженей усадьбы и 27 десятин 358 саженей лугов. Величина душевого надела колебалась от 2,5 до 3 десятин.
В начале XX века Голяткино относится к Мечасовской волости. В 1904 году в нём насчитывалось 3 бакалейно-галантерейные лавки, принадлежавшие Копыловой И. П., Пудковой Александре Ивановне, Пудкову Григорию Ивановичу. В 1910 году в селе насчитывалось 155 дворов, к 1912 году их число сократилось до 140. В том же году совокупная численность населения определялась в 1009 человек. На крестьянских подворьях содержалось в общей сложности 396 голов домашнего скота.
В Голяткине были маслобойня, несколько ветряных мельниц, паровая мельница. Частные лица пряли верёвки. Была построена начальная школа. Село было большим и богатым. Мимо проходила большая проезжая дорога, по ней тянулись обозы с товарами. Она была обсажена берёзами. За ними были построены дворики, или постоялый двор. Эту дорогу построили во время столыпинской реформы.
В период Гражданской войны в селе был создан продовольственный отряд. Активисты были местными. В 1929 году организовали колхоз. Вскоре раскулачили 11 семей. До 1956 года Голяткино было центром сельского Совета. В 1968 году открыли Дом культуры, сельскую библиотеку, медицинский пункт. К 1970 году число жителей возросло, в селе стала оставаться молодежь. В 1979 году была построена сельская школа. В 1986 году открыты детский сад и почтовое отделение. В 2009 году МОУ «Голяткинская СОШ» преобразована в МОУ "Голяткинская ООШ. В 2012 году МОУ «Голяткинская ООШ» была преобразована в МОУ «Голяткинская НОШ», Ставшая филиалом МОУ «Личадеевская СОШ»
Вот хронология владельцев деревни Голяткино (Новый Усад) на основе документов РГАДА и ЦАНО:
1621–1623 – Яков Романовский (иноземец, получил землю и крестьян).
1646 – Князь Яков Куденетович Черкаский. Также Василий Жуков владеет крестьянами.
1678 – Алексей Васильевич Жуков (деревня Голяткино, Лазарево тож) и Михаил Яковлевич Черкаский (вотчина).
1717 – Князь Яков Фёдорович Долгоруков.
1719 – Упоминаются крестьяне в Голяткине (без владельца).
До 1782 – Граф Пётр Борисович Шереметев.
1782 – Деревня переходит к графу Алексею Кириловичу Разумовскому и его супруге графине Варваре Петровне Разумовской.
1811 – Вотчина графини Варвары Петровны Разумовской.
1816 – Владельцем становится прапорщица Варвара Петровна Киреева.
1834 – Прапорщица Варвара Петровна Киреева.
1850 – Гвардии прапорщица Варвара Петровна Киреева.
1858 – Вдова титулярной советницы Александра Васильева Киреева и её дети: карнет Александр, малолетние Николай и Ольга Алексеевы Киреевы.
На картах за 1800-1860 года пишется как Голяткина или Gholiatkina

## Географическое положение
Село Голяткино находится на юго-западе Нижегородской области России между автомобильными дорогами Ардатов — Арзамас и Ардатов — Саконы в месте впадения безымянного ручья в реку Нучу. Расстояние от села до административного центра муниципального округа Ардатова — 18 к юго-западу. Голяткино соединено асфальтированной дорогой на северо-востоке с деревней Новая Лазаревка (расстояние 2 км) и просёлочными дорогами на северо-востоке с селом Личадеево (2 км), на юго-востоке — с селом Мечасово (3 км), на юго-западе — с селом Левашово (2 км) и на западе — с деревней Туртапки (9 км). В селе имеется небольшое озеро. Высота над уровнем моря около 128 метров.
Село Голяткино, как и вся Нижегородская область, находится в часовой зоне МСК (московское время). Смещение применяемого времени относительно UTC составляет +3:00.

## Административная принадлежность
Село Голяткино входит в состав Личадеевского сельсовета Ардатовского муниципального округа Нижегородской области Российской Федерации.

## Климат
Село находится в зоне умеренно-континентального климата, который характеризуется холодной продолжительной зимой и тёплым, но достаточно коротким летом. За год выпадает в среднем 450—550 мм осадков, из них 68 % — в виде дождя и 32 % — в виде снега. Среднегодовая относительная влажность воздуха — 76 %. Снежный покров достигает 50 см, а в особо снежные зимы может достигать одного метра и более.
Весна приходит резко, обычно к середине апреля, при этом вплоть до середины мая нередки заморозки. Лето сравнительно короткое и достаточно жаркое — в отдельные годы температура может достигать 36 °C. Шапка лета приходится на июль. В конце весны и лета нередки грозы — их может случаться до 20 за год, почти каждый год выпадает град. Осень приходит в сентябре и стоит до начала ноября, но уже в сентябре нередки заморозки. Зима наступает в начале ноября и продолжается до середины марта. Обычно первый снег выпадает в октябре и держится в течение пяти месяцев, сходит к 10—15 апреля. Почва промерзает на глубину 70—90 см.
Вегетационный период составляет 189 дней, продолжительность безморозного периода — 137 дней.

## Население
| Численность населения | Численность населения | Численность населения | Численность населения | Численность населения | Численность населения | Численность населения | Численность населения | Численность населения | Численность населения | Численность населения |
| 1859                  | 1885                  | 1897                  | 1912                  | 1916                  | 1978                  | 1993                  | 1999                  | 2002                  | 2010                  | 2021                  |
| --------------------- | --------------------- | --------------------- | --------------------- | --------------------- | --------------------- | --------------------- | --------------------- | --------------------- | --------------------- | --------------------- |
| 729                   | ↗775                  | ↘678                  | ↗1009                 | ↘840                  | ↘409                  | ↗468                  | ↘461                  | ↘415                  | ↘381                  | ↘278                  |

## Инфраструктура
В селе 5 улиц: Зелёная, Молодёжная, Труда, Центральная и Школьная.